# Manuel Pinheiro Chagas
Manoel Joaquim Pinheiro Chagas (født 13. november 1842 i Lissabon, død 7. april 1895 sammesteds) var en portugisisk forfatter og litterat.
Pinheiro Chagas uddannedes til militær og tjente sig op til kaptajn, beklædte forskellige andre embeder, blev valgt ind i cortes 1871 og var marine- og kolonialminister 1883—86. Han var medlem af Videnskabernes Akademi i Lissabon. Pinheiro Chagas var en meget frugtbar forfatter, som har været inde på alle litteraturgrene uden dog på noget punkt at have vist sig som andet end en dygtig efterligner af de foregående romantikere. For scenen har han blandt andet skrevet skuespillene A Morgadinha de Valflor, A judia og Helena. Af hans talrige romaner, der er meget læste, skal her kun anføres A flor secca, O balcão de Julieta og A mantilha de Beatriz. Blandt en række historiske værker må nævnes hans Historia de Portugal og A conspiração de Pernambuco. Også som journalist har Pinheiro Chagas udfoldet en betydelig virksomhed, og hans navn var knyttet til en mængde dagblade og litterære tidsskrifter.